# Unique (album)
Unique è il terzo album in studio della cantante croata Nina Badrić, pubblicato nel 1999.

## Tracce
1. Tko si ti
2. Woman in Love
3. Ne ostavljaj me
4. Još i sad
5. Po dobru ti me pamti
6. Nije mi svejedno
7. Na kraj svijeta
8. Jedino moje
9. Više me nije strah
10. Poljubi me (uživo)
11. Kao u snu
12. Woman in Love (Ice-Pick miks)
13. Po dobru ti me pamti